# 360-km-Rennen von Monza 1986

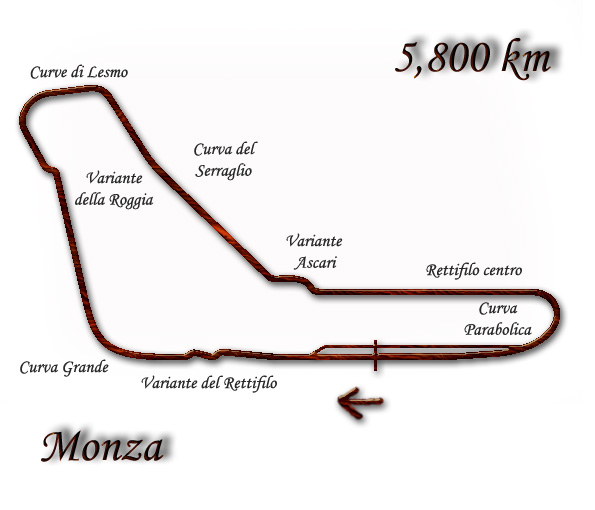
Streckenlayout 1986

Das 27. 1000-km-Rennen von Monza, auch Coppa Kouros, Autodromo Nazionale di Monza, fand als 360-km-Rennen am 20. April 1986 auf dem Autodromo Nazionale di Monza statt und war der erste Wertungslauf der Sportwagen-Weltmeisterschaft dieses Jahres.

## Das Rennen
Das 1000-km-Rennen von Monza wurde 1986 als Sprintrennen gefahren und zählte nur zur Fahrer und nicht zur Marken-Weltmeisterschaft dieses Jahres. Die Renndistanz von 360 Kilometern war nur um 64 Kilometer länger als die Distanz beim Großen Preis von Italien, der 1986 ebenfalls auf dem Autodromo Nazionale di Monza stattfand. Bei einer Fahrzeit knapp unter zwei Stunden mussten die jeweiligen Fahrer der Zweierteams weniger als eine Stunde im Cockpit verbringen. Ausnahme war nur der Grieche Costas Los, der alleinfahrend einen March 84G an die 13. Stelle der Gesamtwertung fuhr. Im Unterschied zu einem solchen Sprintrennen betrug die Renndistanz der Marken-Weltmeisterschaftsläufe mindestens 1000 Kilometer.
Das Rennen gewannen Hans-Joachim Stuck und Derek Bell im Werks-Porsche 962C. Überraschend Gesamtzweite wurden Andrea de Cesaris und Alessandro Nannini im Lancia LC2. Trotz einiger Überarbeitungen war das Fahrzeugkonzept des 1983 erstmals gefahrenen LC2 veraltet. Auf der schnellen Strecke in Monza half dem Lancia der leistungsstarke 308C-3-Liter-V8-Motor von Ferrari, wodurch de Cesaris und Nannini mit den neueren Porsche-Rennwagen problemlos mitfahren konnten. Jaguar erlebte einen Totalausfall, nachdem beide XJR-6 nach technischen Defekten abgestellt werden mussten.

## Ergebnisse

### Schlussklassement
| 1               | C1  | 1   | Rothmans Porsche                  | Hans-Joachim Stuck Derek Bell               | Porsche 962C   | 63 |
| 2               | C1  | 4   | Martini Racing                    | Andrea de Cesaris Alessandro Nannini        | Lancia LC2-86  | 63 |
| 3               | C1  | 19  | Brun Motorsport                   | Massimo Sigala Walter Brun                  | Porsche 956    | 61 |
| 4               | C1  | 18  | Brun Motorsport                   | Oscar Larrauri Jesús Pareja                 | Porsche 962C   | 61 |
| 5               | C1  | 17  | Brun Motorsport                   | Drake Olson Thierry Boutsen                 | Porsche 962C   | 61 |
| 6               | C1  | 2   | Rothmans Porsche                  | Jochen Mass Bob Wollek                      | Porsche 962C   | 61 |
| 7               | C1  | 9   | Obermaier Racing                  | Fulvio Ballabio Richard Hamann              | Porsche 956    | 61 |
| 8               | C1  | 10  | Porsche Kremer Racing             | Jo Gartner Klaus Niedzwiedz                 | Porsche 962C   | 60 |
| 9               | C1  | 61  | Kouros Racing Team                | John Nielsen Henri Pescarolo                | Sauber C8      | 60 |
| 10              | C1  | 33  | John Fitzpatrick Racing           | Emilio de Villota Fermín Vélez              | Porsche 956B   | 59 |
| 11              | C2  | 74  | Gebhardt Motorsport               | Frank Jelinski Stanley Dickens              | Gebhardt JC853 | 57 |
| 12              | C1  | 63  | Ernst Schuster                    | Siegfried Brunn Ernst Schuster              | Porsche 936C   | 56 |
| 13              | C1  | 66  | Cosmic Racing                     | Costas Los                                  | March 84G      | 56 |
| 14              | C2  | 70  | Spice Engineering                 | Gordon Spice Ray Bellm                      | Spice SE86C    | 55 |
| 15              | C2  | 89  | Martin Schanche Racing            | Martin Schanche Birger Dyrstad              | Argo JM19      | 55 |
| 16              | GTX | 181 | Vittorio Coggiola                 | Vittorio Coggiola Tony Palma                | Porsche 935    | 52 |
| 17              | C2  | 105 | Kelmar Racing                     | Pasquale Barberio Jean-Pierre Frey          | Tiga GC85      | 49 |
| Nicht klassiert |     |     |                                   |                                             |                |    |
| 18              | C2  | 80  | Jolly Club                        | Carlo Facetti Martino Finotto               | Alba AR6       | 33 |
| Ausgefallen     |     |     |                                   |                                             |                |    |
| 19              | C1  | 52  | Silk Cut Jaguar                   | Jean-Louis Schlesser Gianfranco Brancatelli | Jaguar XJR-6   | 61 |
| 20              | C1  | 8   | Joest Racing                      | Louis Krages Marc Duez                      | Porsche 956    | 60 |
| 21              | C2  | 75  | ADA Engineering                   | Evan Clements Ian Harrower                  | Gebhardt JC843 | 55 |
| 22              | C1  | 7   | Joest Racing                      | Klaus Ludwig Paolo Barilla                  | Porsche 956B   | 50 |
| 23              | C1  | 7   | Joest Racing                      | Klaus Ludwig Paolo Barilla                  | Porsche 956B   | 50 |
| 24              | C1  | 51  | Silk Cut Jaguar                   | Eddie Cheever Derek Warwick                 | Jaguar XJR-6   | 47 |
| 25              | C2  | 77  | Chamberlain Engineering           | Gareth Chapman Will Hoy                     | Tiga TS85      | 44 |
| 26              | C2  | 99  | Roy Baker Promotions              | Thorkild Thyrring Dudley Wood               | Tiga GC285     | 14 |
| 27              | C2  | 83  | Techno Racing                     | Luigi Taverna Mario Sala                    | Alba AR3       | 11 |
| 28              | C2  | 92  | Automobiles Louis Descartes       | Jacques Heuclin Louis Descartes             | ALD 02         | 4  |
| Nicht gestartet |     |     |                                   |                                             |                |    |
| 29              | C2  | 72  | Chevron Racing with John Bartlett | Roger Andreason Max Cohen-Olivar            | Chevron B62    | 1  |
| 30              | C1  | 1T  | Rothmans Porsche                  |                                             | Porsche 956    | 2  |
| 31              | C1  | 4T  | Martini Racing                    | Andrea de Cesaris Alessandro Nannini        | Lancia LC-85   | 3  |
| 32              | C1  | 53  | Silk Cut Jaguar                   | Derek Warwick Eddie Cheever                 | Jaguar XJR-6   | 4  |
| 33              | C1  | 61T | Kouros Racing Team                | John Nielsen Henri Pescarolo                | Sauber C8      | 5  |
| 34              | C2  | 98  | Roy Baker Promotions              | Duncan Bain David Andrews                   | Tiga GC286     | 6  |

1 Motorschaden im Training
2 Trainingswagen
3 Trainingswagen
4 Trainingswagen
5 Trainingswagen
6 zu spät zum Training erschienen

### Nur in der Meldeliste
Hier finden sich Teams, Fahrer und Fahrzeuge, die ursprünglich für das Rennen gemeldet waren, aber aus den unterschiedlichsten Gründen daran nicht teilnahmen.
| Pos. | Klasse | Nr. | Team                  | Fahrer                                      | Chassis                  |
| ---- | ------ | --- | --------------------- | ------------------------------------------- | ------------------------ |
| 35   | C1     | 6   | Martini Racing        | Bruno Giacomelli Gianni Mussato             | Lancia LC2-85            |
| 36   | C1     | 11  | Porsche Kremer Racing |                                             | Porsche 962C             |
| 37   | C1     | 14  | Richard Lloyd Racing  | Drake Olson Rob Dyson                       | Porsche 956 GTi          |
| 38   | C1     | 20  | Tiga Team             | Tim Lee-Davey Neil Crang                    | Tiga GC84                |
| 39   | C1     | 22  | Portman Lamborghini   | Tiff Needell Mauro Baldi                    | Lamborghini Countach QVX |
| 40   | C2     | 84  | Robin Smith           |                                             | Simpson C286             |
| 41   | C2     | 90  | Jens Winther          | Jens Winther Lars-Viggo Jensen David Mercer | URD C83                  |

### Klassensieger
| Klasse | Fahrer             | Fahrer          | Fahrzeug       | Platzierung im Gesamtklassement |
| ------ | ------------------ | --------------- | -------------- | ------------------------------- |
| C1     | Hans-Joachim Stuck | Derek Bell      | Porsche 962C   | Gesamtsieg                      |
| C2     | Frank Jelinski     | Stanley Dickens | Gebhardt JC853 | Rang 11                         |
| GTX    | Vittorio Coggiola  | Tony Palma      | Porsche 935    | Rang 16                         |

### Renndaten
- Gemeldet: 41
- Gestartet: 28
- Gewertet: 17
- Rennklassen: 3
- Zuschauer: 25000
- Wetter am Renntag: warm und trocken
- Streckenlänge: 5,800 km
- Fahrzeit des Siegerteams: 1:48:40,290 Stunden
- Gesamtrunden des Siegerteams: 63
- Gesamtdistanz des Siegerteams: 365,400 km
- Siegerschnitt: 201,746 km/h
- Pole Position: Andrea de Cesaris – Lancia LC-86 (#4) – 1:32,320 = 226,170 km/h
- Schnellste Rennrunde: Alessandro Nannini – Lancia LC2-86 (#4) – 1:36,960 = 215,347 km/h
- Rennserie: 1. Lauf zur Sportwagen-Weltmeisterschaft 1986